# Poison Cake (pjesma)
Poison Cake je pjesma pjevača Marka Bošnjaka. Opisana kao priča o osveti i zauzimanju za sebe, pjesma je objavljena 10. siječnja 2025. Napisao ju je  Marko Bošnjak, zajedno s Basom Wissinkom, Benom Pyneom, Emmom Gale i Filipom Majdakom. Pjesma će predstavljati Hrvatsku na Pjesmi Eurovizije 2025.

## Pozadina i kompozicija
Pjesmu Poison Cake su skladali i napisali Marko Bošnjak, Bas Wissink, Ben Pyne, Emma Gale i Filip Majdak. Inspirirana bajkama kao što su Snjeguljica i Ivica i Marica, kao i filmom The Help, pjesma je opisana kao priča o osveti i zauzimanju za sebe. Nadalje se opisuje kao pjesma osvetoljubivih emocija, bijesa i želje za pravdom, ispričana kroz snažnu metaforu lišavanja onih koji su zlorabili svoj položaj.
Marko Bošnjak je, osim toga, je rekao da pjesma Poison Cake za njega nešto sasvim novo. Dodao je, da je pjesma energična i govori o nečemu potpuno neočekivanom od mene, kao glazbenika. Mislim da je pjesma višedimenzionalnog značenja i da je svatko može prepoznati i doživjeti na svoj način. Wiwibloggs je opisao pjesmu kao miješanje popa, garage rocka, opere i nekih vrlo mračnih industrijskih ritmova.

## Kritički prijem
Tijekom intervjua u emisiji IN magazin, hrvatska pjevačica i glumica Maja Šuput pozitivno je ocijenila pjesmu. Komentirala je kako je za nju pjesma Poison Cake marginalna, opisavši pjesmu kao i slatku i pomalo demonsku. U intervjuu za Index.hr, srpska pjevačica Milica Pavlović komentirala je kako joj se sviđa pjesma, njezina scenska izvedba na Dori 2025., i način na koji prolazi kroz više uloga. S druge strane, Josip Bošnjak je za isti list komentirao kako pjesma previše pokušava, a ništa od toga baš ne uspijeva. Nadalje je napisao, zamislite kopiranje Bohemian Rhapsody podizanjem strukture, ali umetanjem neinspiriranih melodija i stihova.

### Dora2025
Marko Bošnjak je najavljen za natjecanje na Dori 2025. 5. prosinca 2024. Pjesma Poison Cake izvučena je za natjecanje u drugom polufinalu. Prošla je u finale. U finalu, pjesma je nastupila kao 13. i osvojila 83 boda od žirija i 47 bodova od publike za ukupnih 130 bodova, i pobjedu na Dori 2025.

## Ljestvice
| Ljestvica                   | Plasman |
| --------------------------- | ------- |
| Hrvatska radio (HR Top 100) | 1       |

## Reference
1. ↑  Gannon, Rory. 27. veljače 2025. Marko Bošnjak: "We were inspired by some of the greatest fairytales". That Eurovision Site. Pristupljeno 3. ožujka 2025.
2. 1 2  Adams, William Lee. 11. siječnja 2025. What does “Poison Cake” even mean? Marko Bosnjak explains his Dora 2025 song in Croatia. Wiwibloggs. Pristupljeno 3. ožujka 2025.
3. ↑  Rožman, Klara. 10. siječnja 2025. Marko Bošnjak jedan je od favorita ovogodišnje Dore: ‘Poison Cake‘ već je pri vrhu YouTube trendinga [Marko Bošnjak is one of this year's Dora favorites: 'Poison Cake' is already at the top of YouTube trends]. Jutarnji list. Pristupljeno 4. ožujka 2025.
4. ↑  Marko Bošnjak sa spotom za "Poison Cake" spreman osvojiti Doru i Eurosong! [Marko Bošnjak with the video for "Poison Cake" ready to win Dora and Eurovision!]. Aquarius Records. 21. veljače 2025. Pristupljeno 3. ožujka 2025.
5. ↑  Maja Šuput komentirala je pjesmu pobjednika Dore, evo što misli o našem predstavniku! [Maja Šuput commented on the winner's song Dora, here's what she thinks about our representative!]. Dnevnik.hr. 5. ožujka 2025. Pristupljeno 7. ožujka 2025.
6. ↑  Milica Pavlović o hrvatskoj pjesmi za Eurosong: Super će to proći u Baselu [Milica Pavlović on the Croatian song for Eurovision: It will go well in Basel]. Index.hr. 3. ožujka 2025. Pristupljeno 4. ožujka 2025.
7. ↑  Bošnjak, Josip. 3. ožujka 2025. Jutro poslije Dore: Grubo buđenje [The Morning After Dora: A Rude Awakening]. Index.hr. Pristupljeno 4. ožujka 2025.
8. ↑  Farren, Neil. 5. prosinca 2024. Croatia: Dora 2025 Artists Revealed. Eurovoix News. Inačica izvorne stranice arhivirana 5. prosinca 2024. Pristupljeno 3. ožujka 2025.
9. ↑  Gannon, Rory. 28. veljače 2025. Results of second semi-final of Dora 2025 revealed. That Eurovision Site. Pristupljeno 3. ožujka 2025.
10. ↑  De-re, Julien. 1. ožujka 2025. Croatia: Dora 2025 Final Running Order Revealed. Eurovoix News. Pristupljeno 3. ožujka 2025.
11. ↑  Marko Bošnjak will represent Croatia at Eurovision 2025 after winning 'Dora'. Eurovision.tv. European Broadcasting Union. 2. ožujka 2025. Pristupljeno 3. ožujka 2025.
12. ↑  HRtop100 – 10. ožujka 2025. top-lista.hr. HR Top 100. Pristupljeno 14. travnja 2025.